# Kris Tiner
Kris Tiner (* 15. Dezember 1977 in Kalifornien) ist ein US-amerikanischer Jazztrompeter und Musikpädagoge, der an der Westküste der Vereinigten Staaten aktiv ist.

## Leben und Wirken
Tiner erwarb den Bachelor an der CSU Bakersfield und den Master of Arts in afroamerikanischer Improvisationsmusik am California Institute of the Arts. 2002 erschien das im Trio mit Noah Phillips und Sara Schoenbeck entstandene Album Breathe In, Fade Out. Gemeinsam mit dem Holzbläser Jason Mears, dem Bassisten Ivan Johnson und dem Schlagzeuger Paul Kikuchi gründete er das kollaborative Empty Cage Quartet, das zwischen 2004 und 2012 mehrere Alben vorlegte, die von der Kritik gelobt wurden.
Tiner arbeitete u. a. mit im Duo Tin/Bag mit Mike Baggetta, ferner mit Brad Dutz, Harris Eisenstadt, Vinny Golia, Jeff Kaiser sowie in den Formationen Create (!) (Album Patterns, 2001) und der Industrial Jazz Group (Album Industrial Jazz A Go Go!, 2004). Nach Angaben von Tom Lord war er im Bereich des Jazz zwischen 2001 und 2010 an 19 Aufnahmesessions beteiligt. Tiner unterrichtete Musik und Kunst; gegenwärtig leitet er das Jazzprogramm am Bakersfield College, wo er Jazz und amerikanische Popmusik lehrt. Außerdem lehrte er am CSU Bakersfield, am Taft College und an der Academy of Creative Education in Los Angeles.

## Diskographische Hinweise
- Kris Tiner/Mike Baggetta: There, Just As You Look for It (2004)
- Tin/Bag: And Begin Again (2005), mit Brian Walsh, Mike Baggetta, Harris Eisenstadt
- Empty Cage Quartet: Hello the Damage (2005), mit Jason Mears, Ivan Johnson, Paul Kikuchi
- Empty Cage Quartet: Stratostrophic (Clean Feed Records, 2006)
- Empty Cage Quartet & Soletti Besnard: Take Care of Floating (2008), mit Aurelien Besnard, Jason Mears, Patrice Soletti, Ivan Johnson, Paul Kikuchi
- Tatsuya Nakatani / Kris Tiner / Jeremy Drake: Ritual Inscription (Epigraph Records, 2012)
- In the Ground and Overhead: 14 Miniatures for Muted Trumpet (2020) solo
- Kris Tyner/Tatsuya Nakatani: The Magic Room (2023)